# 堀川町 (金沢市)
堀川町（ほりかわまち）は、石川県金沢市の町名。丁目を持たない単独町名であり、全域で住居表示実施済み。

## 地理
- 鳴和町との中間に位置している。

## 歴史
- 笠市町の歴史は江戸時代前期に遡る[要校閲]。

## 世帯数と人口
2022年（令和4年）8月1日現在の世帯数と人口は以下のとおりである。
| 町丁   | 世帯数  | 人口  |
| ------ | ------- | ----- |
| 堀川町 | 388世帯 | 644人 |

## 小・中学校の学区
市立小・中学校に通う場合、学区は以下のとおりとなる。
| 番・番地等 | 小学校             | 中学校             |
| ---------- | ------------------ | ------------------ |
| 全域       | 金沢市立明成小学校 | 金沢市立長町中学校 |

## 交通

### 鉄道
町内に鉄道駅はない。

### バス
- 北鉄金沢バス 鳴和・増泉線　中島大橋バス停

### 道路
- 石川県道159号金沢停車場北線
- 石川県道200号向粟崎安江町線

## 施設
- 金沢信用金庫駅前出張所